# Cäsar Rüstow

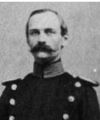
Cäsar Rüstow um 1855

Cäsar Rüstow (* 18. Juni 1826 in Brandenburg an der Havel; † 4. Juli 1866 in Wiesenthal) war Militärschriftsteller und preußischer Offizier. Er war der Bruder von Wilhelm Rüstow und Alexander Rüstow d. Ä. sowie Großvater von Alexander Rüstow.

## Leben
Nachdem er im Kadettenkorps erzogen worden war, kam Rüstow 1843 als Offizier zum 32. Infanterie-Regiment in Erfurt. Im Jahr 1849 wurde er zur Überwachung der preußischen Gewehrproduktion nach Suhl geschickt, wo er am 9. Oktober 1851 Emilie Frederike Johanna Spangenberg, die Tochter eines Suhler Gewehrhändlers, heiratete. Mit ihr hatte er zwei Söhne und eine Tochter. Seine Frau starb jedoch am 30. Juni 1859 mit nur 28 Jahren an Tuberkulose, sodass die Kinder bei ihrer Großmutter aufwuchsen. 

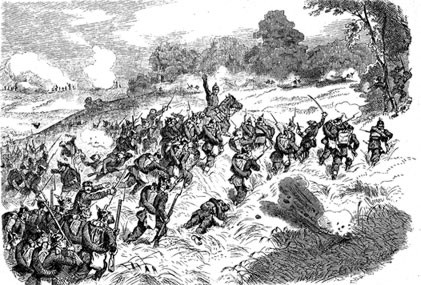
Cäsar Rüstow zu Pferde im Gefecht bei Dermbach

Während der Inspektionen befasste sich Rüstow immer mehr mit der Gewehrtechnik, die in diesen Jahrzehnten mehrere technisch umwälzende Erneuerungen erfuhr. Neben dem Zündnadelgewehr, mit dem die Feuergeschwindigkeit wesentlich gesteigert wurde, entstand das Miniégewehr, das Rüstow favorisierte. Während des Krimkrieges wurden bei den Preußen binnen 18 Monaten 300.000 Vorderlader nach Miniés System geändert. Er wurde Vorsitzender der Königlich Preußischen Gewehr-Abnahme-Kommission in Suhl.

Grabdenkmal Cäsar Rüstows

Während des Konjunkturhöhepunktes des Miniégewehrs avancierte Rüstow schnell zum profunden Kenner dieses Systems. Seine Erkenntnisse legte er 1855 in der Schrift Das Miniégewehr nieder. Rüstow wurde Lehrer an der preußischen Divisionsschule, später Lehrer an der Kriegsschule in Erfurt. Im Jahr 1857 erschien ohne Nennung seines Namens nochmals eine Abhandlung über das Miniégewehr mit dem Titel Rückblicke auf Preußens Gewehränderung nach Miniéschem System. Sein Hauptwerk aber war Die Kriegsfeuerwaffen, das in zwei Bänden ebenfalls 1857 erschienen. Der erste Band behandelte den Aufbau der Waffen und wurde von amtlicher Seite sogar ins Russische übersetzt. Der zweite Band behandelte die einzelnen Waffenarten und ihre nach dem Kriegszweck verschiedenen Eigenschaften.
Im Jahr 1862 gehörte Cäsar Rüstow als Generalstabsoffizier der 1. Division in Königsberg an. Vier Jahre später wurde er zum Major im 15. Infanterie-Regiment befördert. Mit diesem nahm er in der Division „Goeben“ am Feldzug der Main-Armee teil. Als er sein Bataillon im Gefecht von Dermbach anführte, traf ihn am 4. Juli 1866 eine bayerische Kugel in den Unterleib. Auf dem Verbandsplatz machte eine zweite in den Hinterkopf seinem Leben ein augenblickliches Ende. Caesar Rüstow wurde zusammen mit einem gefallenen bayerischen General in Geisa in der Rhön begraben. Sein Grabdenkmal steht heute auf dem Friedhof von Geisa.

## Werke
- Leitfaden der Waffenlehre. Erfurt 1855 (Nachdruck: Herausgegeben von Anton F. W. Sommer. Anton Sommer, Wien 2006, ISBN 3-902539-40-2. (Militärhistorische Schriftenreihe 3))
- Das Miniégewehr und seine Bedeutung für den Kriegsgebrauch. Berlin 1855 (Unveränderter Nachdruck: Intersico-Press, Zürich 1976. (Morion-Reprints 10))
- Rückblicke auf Preußens Gewehränderung nach Minieschem System. Erfurt 1857, (Unveränderter Nachdruck in: Das Miniergewehr ... Intersico-Press, Zürich 1976, (Morion-Reprints 10))
- Die Kriegshandfeuerwaffen. Berlin 1857–1864, 2 Bände.
- Die neueren gezogenen Infanteriegewehre. Ihre wahre Leistungsfähigkeit und die Mittel, dieselbe zu sichern. 2. Auflage, Verlag Zernin, Darmstadt 1862.